# Serápis

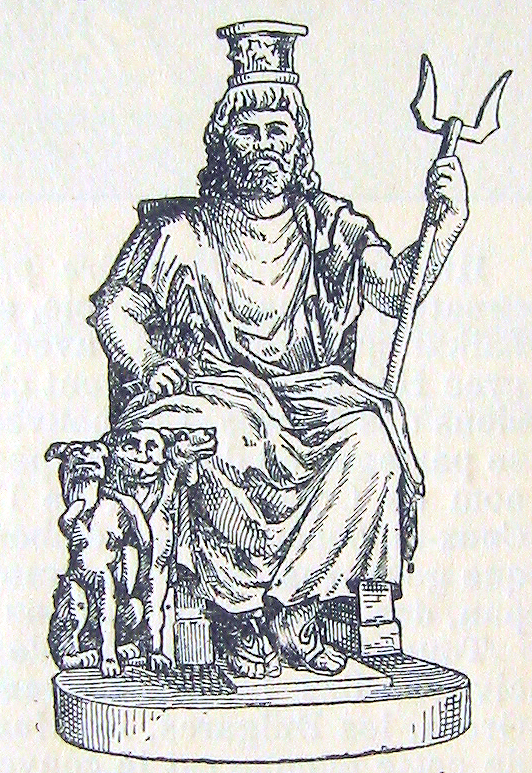
O deus helenístico-egípcio Serápis e seus atributos.

Serápis (em grego: Σέραπις ou Σάραπις, transl. Sérapis ou Sárapis; em latim: Serapis) foi uma divindade sincrética helenístico-egípcia da Antiguidade Clássica. Seu templo mais célebre localizava-se em Alexandria, no Egito.
Sob Ptolomeu Sóter diversos esforços foram feitos para integrar a religião egípcia com a de seus soberanos helênicos. A política de Ptolomeu consistiu em encontrar uma divindade que conquistasse a reverência dos dois grupos étnicos do país, a despeito das maldições imprecadas pelos sacerdotes egípcios contra os deuses dos antigos soberanos estrangeiros (como o deus Seti, que foi louvado pelos hicsos). Alexandre, o Grande havia tentado usar Amon para este propósito, porém este deus era mais cultuado no Alto Egito, e não tinha tanta popularidade entre os habitantes do Baixo Egito, onde havia maior influência grega. 
Os gregos tinham pouco respeito por figuras com cabeças de animais, e portanto uma estátua
antropomórfica, no estilo grego, foi escolhida como ídolo, e proclamada oficialmente como equivalente o deus egípcio Ápis, extremamente popular. Foi chamado inicialmente, em egípcio, de Aser-hapi (ou seja, Osíris-Ápis), que se tornou Serápis; era tido como sendo o deus Osíris em sua totalidade, e não apenas a sua Ka (força vital).

## História
Admite-se que o culto a Serápis tenha sido introduzido em Alexandria, por volta do século IVa.C. com o propósito de reunir em um sincretismo as tradições religiosas egípcia e helênica.
Do lado egípcio, o deus identificava-se com Osíris, o marido de Ísis; do lado grego, aproximava-se de Hades e dos seus mistérios. Nas duas tradições, esses deuses presidiam à vegetação e governavam o mundo subterrâneo.
Por um certo tempo, Serápis ganhou o status de deus masculino universal ("o único Zeus Serápis"), e seu culto, geralmente associado ao de Ísis, disseminou-se pelo mundo Greco-Romano, incluindo Península Ibérica. Exemplo de seu culto encontra-se no Santuário de Panóias, Portugal.
No reinado do imperador Teodósio I, em 391, o grande Serapeu, em Alexandria, foi atacado e destruído por ordem do bispo Teófilo.
Serápis é representado com o aspecto de um homem de idade madura e semblante grave, usando barba e longos cabelos. O seu atributo é a corbelha sagrada dos mistérios, símbolo da abundância, juntamente com a serpente de Asclépio, uma vez que ele era, igualmente, um deus curandeiro.
Sócrates Escolástico menciona a existência de cruzes hieroglíficas num templo serápico. Destruindo um templo e descobrindo estas mesmas gravações na pedra, os cristãos reclamaram-nas como sendo um sinal de Cristo. Os pagãos contestaram, declararam que os símbolos "significavam a vida por vir" (provavelmente a cruz ansata, mas sem certezas, pois vários outros hieróglifos são cruciformes). Alguns hoje interpretam, contra as palavras da própria fonte, que a cruz seria um símbolo importante no culto de Serápis.